# 柴田不二男
柴田 不二男（しばた ふじお、1921年12月26日 - 2000年9月22日）は、日本の競馬騎手、調教師。
1947年より国営競馬（後の日本中央競馬会）で騎手として活動、1956年にミスリラで桜花賞に優勝した。1959年に騎手を引退して調教師となり、1990年代半ばにダート競走で活躍したライブリマウントなどを管理した。また、1965年の東京優駿（日本ダービー）を前にした突然の金銭トレードで知られるダイコーターも日本ダービー出走時まで管理していた。1997年に定年引退。

## 経歴
1921年、青森県に軍馬の生産を兼ねる農家に生まれる。近隣の出身であった騎手・佐々木安の姿に憧れて騎手を志し、1936年から1940年までは上北町の東北牧場に乗り役として務めていた。その後、同郷の新堂捨蔵厩舎（京都競馬場）に騎手見習いとして入門。当時新堂厩舎には数多くの人材がいたことから、同場の武田文吾厩舎に預けられた。このため、騎手・調教師の系統譜では柴田は武田門下となっており、その一番弟子として記録されている。
1941年末の太平洋戦争勃発に伴い徴兵され、朝鮮、台湾、満州と移動を続けた。軍では馬の管理を任され、輸送の指揮を執ることもあったという。
終戦後、1947年に帰国し、新堂厩舎に所属。同年3月に騎手免許を取得した。以後京都の厩舎を転々としながら成績を挙げていき、1956年にはミスリラでクラシック競走の桜花賞に優勝。年間では50勝を挙げた。しかし1958年、中京競馬場の振興のため調教師として中京で厩舎開業することを要請される。柴田は騎手を続けるつもりでおり、当時の所属先の調教師であった増本勇もこれに反対していたが、武田文吾から「これもひとつのチャンスだ、開拓者のつもりで中京で頑張れ」と説得され、この意見を容れて中京に移り、騎手を引退した。騎手通算成績は2077戦318勝であった。
1959年3月、調教師免許を取得し厩舎を開業。同年10月にはワカノキングで京阪杯を制し、調教師として重賞初勝利を挙げた。1964年にはダイコーターが入厩。3歳時から逸材の声が高く、翌1965年にはきさらぎ賞、スプリングステークスと重賞を連勝、4歳クラシック初戦の皐月賞で2着、続くNHK杯（ダービートライアル）勝利を経て日本ダービーを迎えるが、その競走前、ダイコーターは柴田の頭越しで元の馬主の橋元幸吉から上田清次郎に金銭譲渡された。厩舎に橋元からの連絡があったとき柴田は不在で、橋元は代わりに電話を取った妻に「おれは去年ダービーを取ってしまったから、今年は取れないと思う。同じ馬主が二年続けてダービーを勝つことはないんだ。だから、ダイコーターは売ることにしたから、柴田にそう伝えてくれ」と言ってきたという。馬主が替われば上田の懇意の厩舎へ移る可能性が高いことから、柴田は「ダービーが終わるまではやらせて欲しい」と上田に頼み、これを認められてダイコーターは柴田厩舎の所属馬としてダービーに臨んだ。「ダービーを金で買えるか」という議論も起こるなか、当日ダイコーターは1番人気の支持を受けたが、逃げたキーストンを捉えきれず、1馬身3/4差の2着と敗れた。競走後、ダイコーターは上田武司厩舎に移り、秋にクラシック最終戦の菊花賞に優勝している。
以後は長らくアラブ馬の活躍が多かったが、調教師生活晩年の1993年から厩舎に所属したライブリマウントがダート競走で活躍。1994年末のウインターステークスから地方競馬との統一重賞・帝王賞などを含む重賞6連勝を挙げ、1995年度のJRA最優秀ダートホースに選出された。同馬は同年10月のマイルチャンピオンシップ南部杯が最後の勝利となったが、1996年3月には、同年創設されたアラブ首長国連邦のドバイで行われる世界最高賞金競走・ドバイワールドカップに日本調教馬として初出走し、11頭立て6着の成績を残した。
1997年2月28日、定年により調教師を引退。調教しての通算成績は8257戦619勝（数字は中央競馬のみ）、重賞は26勝（地方競馬の統一重賞4勝を含む）であった。
2000年9月、病気により78歳で死去した。

## エピソード
- 1993年2月にレース中の事故により亡くなった岡潤一郎が騎乗していたオギジーニアスは柴田が管理していた馬だった。

## 成績

### 騎手成績
| 通算成績 | 1着 | 2着 | 3着 | 4着以下 | 騎乗回数 | 勝率 | 連対率 |
| -------- | --- | --- | --- | ------- | -------- | ---- | ------ |
| 平地     | 250 | 312 | 267 | 980     | 1,809    | .138 | .310   |
| 障害     | 68  | 49  | 48  | 103     | 268      | .253 | .436   |
| 計       | 318 | 361 | 315 | 1,083   | 2,077    | .153 | .327   |

#### 主な騎乗馬
※括弧内は柴田騎乗時の優勝重賞競走。太字は八大競走。
- ミスリラ（1956年桜花賞）
- トキノオー（1956年阪神特別）

### 調教師成績
- 8257戦619勝（数字は中央競馬のみ）

#### 主な管理馬
※括弧内は柴田管理下の優勝重賞競走。
- ワカノキング（1959年京阪杯）
- ミスハツライ（1961年朝日チャレンジカップ）
- ハチミドリ（1963・1964年タマツバキ記念・秋）
- コウタロー（1964年愛知杯、阪神大賞典）
- ダイコーター（1965年きさらぎ賞、スプリングステークス、NHK杯）
- ミスハツライオー（1966年京都牝馬特別）
- オペレッタ（1967年アラブ大賞典・春、タマツバキ記念・春）
- タケダヒカル（1967年読売カップ・春、アラブ大賞典・秋）
- スカイシーダー（1974年セイユウ記念、タマツバキ記念・秋）
- サンライダー（1980年中日新聞杯）
- ヒヨシシカイナミ（1981年愛知杯）
- ライブリマウント（1994年ウインターステークス 1995年平安ステークス、フェブラリーステークス、帝王賞、ブリーダーズゴールドカップ、マイルチャンピオンシップ南部杯）
- ホウエイコスモス（1996年東海菊花賞）

## 主な厩舎所属者
※太字は門下生。括弧内は厩舎所属期間と所属中の職分。
- 柴田政見（1965年 - 1990年。騎手）
- 内田国夫（1969年 - 1974年。騎手）

## 親族
- 柴田政見、柴田政人、柴田利秋 - 甥
- 柴田善臣、柴田博之 - 又甥
- 加賀武見 - 従弟